# Pardalide
La pardalide (en grec ancien : πάρδαλις / párdalis, panthère) est une peau de léopard. 

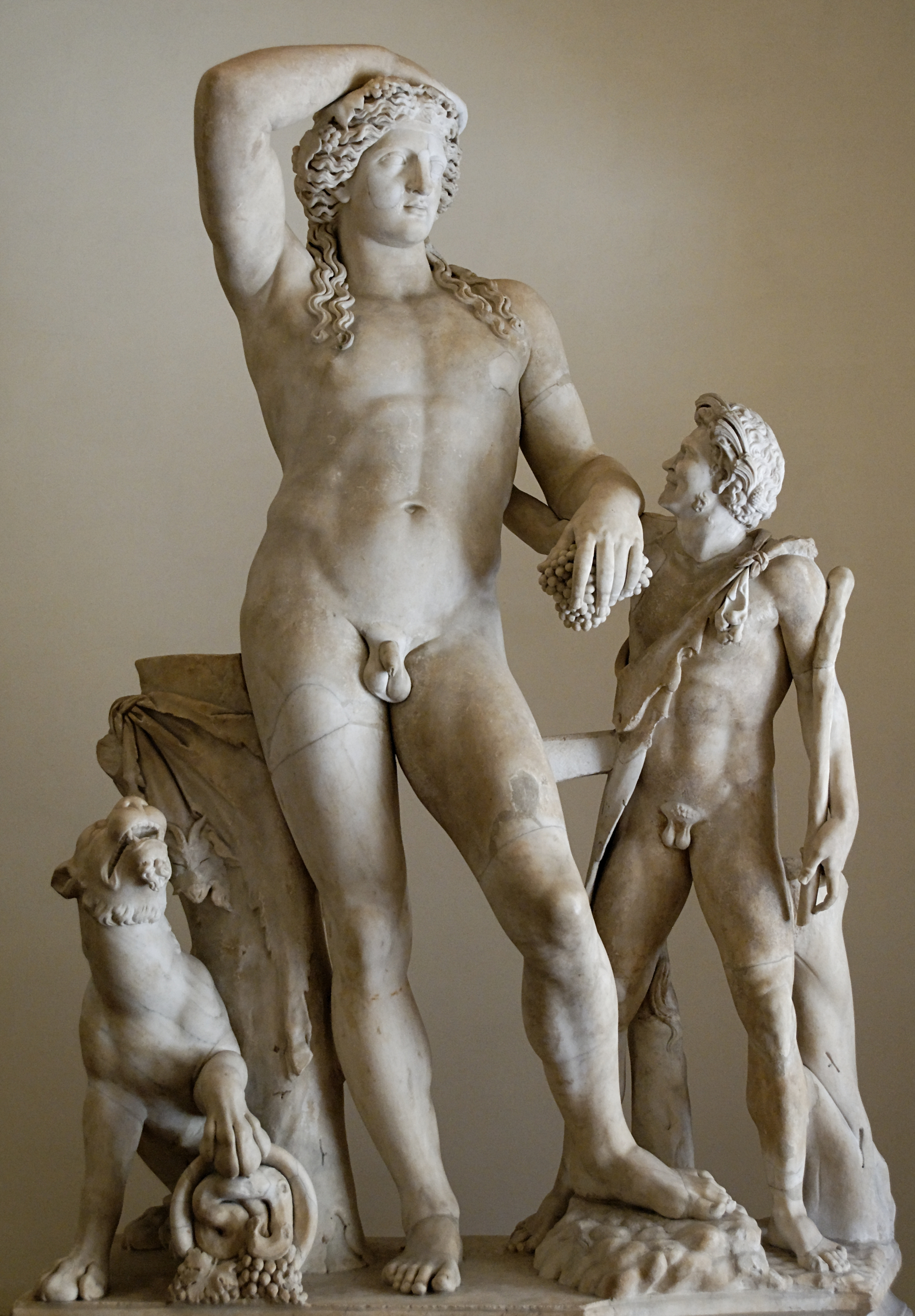
Dionysos Ludovisi (Palais Altemps inv.8606) : statue d'époque romaine montrant Dionysos/Bacchus, sa panthère et un Satyre

Dans l'iconographie grecque et romaine, elle est portée par des personnages mythiques liés à Dionysos ou à Bacchus (Satyres, Ménades...) et par le dieu lui-même (par exemple sur la statue appelée Dionysos Hope). En tant qu'attribut, la pardalide participe à l'identification de ces personnages et rappelle le lien fait entre le dieu et la panthère, qui est souvent figurée vivante près de lui.
Dans l'Égypte antique, c’était l’attribut traditionnel du costume sacerdotal des prêtres. Elle pend sur le dos, retenue par les deux pattes de devant nouées sous le cou, ou encore elle est jetée sur une épaule de façon que la tête ou l'une ou même les deux pattes de la bête pendent de chaque côté. On peut penser que les taches de la robe de l'animal symbolisaient les étoiles.
On en voit une représentation, dans la tombe TT1 de l'ouvrier Senedjem à Deir el-Médineh, sur les épaules du prêtre Bounakhtef qui empoigne au niveau de ses reins, de la main gauche, la patte arrière de l'animal.